# Complejo del templo Bhima Devi
El complejo del templo Bhima Devi, apodado Khajuraho del norte de la India por sus esculturas eróticas, comprende las ruinas restauradas de un antiguo templo hindú, datado de entre los siglos VIII y XI d. C., junto con los adyacentes Jardines Pinjore del siglo XVII (una variante de los jardines mogoles), ubicado en la ciudad de Pinjore en el distrito de Panchkula, Haryana, India. El antiguo templo fue destruido por invasores islámicos y el actual templo del 8 al 11 d. C. probablemente se construyó en el mismo lugar y bajo el mismo nombre. El antiguo baoli cercano todavía tiene antiguos pilares hindúes. Bhimadevi pertenece a la tradición Shakti que se derivó de la diosa tántrica budista. Además, en el Devi Mahatmya se dice que en el Himalaya occidental de Himachal Pradesh (la región de Pinjore cercana con el Himalaya de Himachal ), Bhimadevi apareció en una enorme forma de Bhimarupa (la forma de Bhima ) y dio protección a los sabios ( munis en sánscrito). El equipo de Speaking Archaeologically trabajó extensamente en el sitio de 2017 a 2019, con un estudio preliminar que comenzó en 2015 y el informe se publicó como Speaking Archaeologically Journal Volume III: Bhima Devi Project Edition en 2020.

## Historia
El templo Bhima Devi fue esculpido durante el reinado de Gurjara-Pratiharas. La mayoría de las ruinas complejas que comprenden esculturas y diseño arquitectónico, arruinadas durante el período mogol bajo Aurangzeb, son de la época de los Gurjara-Pratiharas. Las excavaciones arqueológicas realizadas en 1974 revelaron el templo, que posteriormente fue datado entre los siglos VIII y XI d. C. y se declaró monumento protegido en virtud de la 'Ley de monumentos antiguos e históricos y sitios arqueológicos y restos de Punjab de 1964'. Los hallazgos desenterrados cubren más de 100 esculturas antiguas, además de un plano de diseño que indica un complejo de cinco templos, incluido el santuario central principal que representa el estilo arquitectónico Panchayatana, similar a los estilos que se ven en los templos contemporáneos de Khajuraho y Bhubaneshwar. El complejo del templo está junto a los jardines Pinjore, también conocidos como jardines mogoles, construidos por el hermano adoptivo de Aurangzeb utilizando gran parte de las ruinas de los templos hindúes destruidos por los invasores musulmanes desde el siglo XIII hasta el siglo XVII.
El templo Bhima Devi fue esculpido durante el reinado de Gurjara-Pratiharas. La mayoría de las ruinas complejas que comprenden esculturas y diseño arquitectónico, arruinadas durante el período mogol bajo Aurangzeb, son de la época de los Gurjara-Pratiharas. Las excavaciones arqueológicas realizadas en 1974 revelaron el templo, que posteriormente fue datado entre los siglos VIII y XI d. C. y se declaró monumento protegido en virtud de la 'Ley de monumentos antiguos e históricos y sitios arqueológicos y restos de Punjab de 1964'. Los hallazgos desenterrados cubren más de 100 esculturas antiguas, además de un plano de diseño que indica un complejo de cinco templos, incluido el santuario central principal que representa el estilo arquitectónico Panchayatana, similar a los estilos que se ven en los templos contemporáneos de Khajuraho y Bhubaneshwar. El complejo del templo está junto a los jardines Pinjore, también conocidos como jardines mogoles, construidos por el hermano adoptivo de Aurangzeb utilizando gran parte de las ruinas de los templos hindúes destruidos por los invasores musulmanes desde el siglo XIII hasta el siglo XVII.
Las invasiones musulmanas de la ciudad de Pinjore comenzaron con Nasiruddin Mahmud (nieto de Iltumish ) en 1254 d. C., continuaron con otros invasores como Timurlane y duraron hasta el ataque del gobernador de Sirhind Fidai Khan Koka (hermano adoptivo de Aurangzeb) en 1666. Estas invasiones fueron responsables de la destrucción de este antiguo complejo de templos hindúes. Los jardines Pinjore (ahora rebautizados como Jardines Yadvendra en honor a Yadavindra Singh Maharajá del antiguo estado principesco de Patiala) desarrollados en el siglo XVII por Fidai Khan (quien también fue el arquitecto), supuestamente fueron construidos en parte con las ruinas del templo destruido. Este jardín está considerado como un precioso jardín mogol, uno de los más antiguos del norte de la India.
Un museo al aire libre con las ruinas del templo Bhima Devi (85 % de las esculturas antiguas se han instalado estéticamente en diferentes lugares del museo al aire libre) integrado con los Jardines Yadavindra, se ha desarrollado con atractivos arreglos de iluminación modernos. El jardín y el complejo del templo están integrados a través de senderos bien diseñados y drenados (para eliminar cualquier acumulación de agua) y todo el complejo ha sido iluminado. Se ha implantado un tren patrimonial para visitar todos los monumentos y jardines del complejo.